# Marchoise
La marchoise est une danse traditionnelle du Haut Poitou, apparentée aux bourrées, de type ternaire.

## Description
Dansée dans le sud de la Vienne, autour de Gençay, elle revêt diverses formes : à deux, face à face; en quadrette croisée, en ronde, … 
La marchoise est une danse très vive, très rythmée, avec des pas marqués, voire frappés, aériens.
Quelques noms des différentes marchoises rencontrées ici ou là : "Marchoise ronde de Blanzay", "Bal limousine", "Marchoise à Villaret", "Marchoise à Pineau", ...
De nombreux groupes, de spectacle ou de bal, jouent et dansent les différentes formes de marchoise, tels La Marchoise de Gençay, Les Compagnons de la Claire Fontaine, Bal'Taquin, Engoulvent, Le Per'cordanche, Les Virouneux d'ô bourg, …